# Matías Fernández
Matías Ariel Fernández Fernández (Caballito, 1986. május 15. –) argentin-chilei labdarúgó, korábban az olasz AC Milan, 2017-től a mexikói Necaxa középpályása.

## Statisztika
2016. május 15.
| Klub                          | Szezon                        | Bajnokság | Bajnokság | Kupa     | Kupa | Nemzetközi | Nemzetközi | Összesen | Összesen |
| Klub                          | Szezon                        | Mérkőzés  | Gól       | Mérkőzés | Gól  | Mérkőzés   | Gól        | Mérkőzés | Gól      |
| ----------------------------- | ----------------------------- | --------- | --------- | -------- | ---- | ---------- | ---------- | -------- | -------- |
| Villarreal                    | 2006–07                       | 20        | 1         | 0        | 0    | 0          | 0          | 20       | 1        |
| Villarreal                    | 2007–08                       | 30        | 3         | 0        | 0    | 0          | 0          | 30       | 3        |
| Villarreal                    | 2008–09                       | 21        | 3         | 0        | 0    | 7          | 0          | 28       | 3        |
| Összesen a Villarrealban      | Összesen a Villarrealban      | 71        | 7         | 0        | 0    | 7          | 0          | 78       | 7        |
| Sporting                      | 2009–10                       | 28        | 3         | 5        | 1    | 13         | 1          | 46       | 5        |
| Sporting                      | 2010–11                       | 21        | 5         | 2        | 0    | 6          | 2          | 29       | 7        |
| Sporting                      | 2011–12                       | 20        | 4         | 7        | 0    | 11         | 3          | 38       | 7        |
| Összesen a Sporting Lisboában | Összesen a Sporting Lisboában | 69        | 12        | 14       | 1    | 30         | 6          | 113      | 19       |
| Fiorentina                    | 2012–13                       | 22        | 1         | 3        | 0    | 0          | 0          | 25       | 1        |
| Fiorentina                    | 2013–14                       | 23        | 3         | 5        | 0    | 10         | 0          | 38       | 3        |
| Fiorentina                    | 2014–15                       | 29        | 2         | 4        | 0    | 8          | 0          | 41       | 2        |
| Fiorentina                    | 2015–16                       | 22        | 1         | 0        | 0    | 5          | 0          | 27       | 1        |
| Összesen a Fiorentinában      | Összesen a Fiorentinában      | 96        | 7         | 12       | 0    | 23         | 0          | 131      | 7        |
| Milan (kölcsönben)            |                               |           |           |          |      |            |            |          |          |
| 2016–17                       | 0                             | 0         | 0         | 0        | 0    | 0          | 0          | 0        |          |
| Összen                        | 0                             | 0         | 0         | 0        | 0    | 0          | 0          | 0        |          |
| Karrier Összesen              | Karrier Összesen              | 236       | 26        | 26       | 1    | 60         | 6          | 322      | 33       |